# Тайник у Красных камней
«Тайник у Красных камней» («Застава, в ружьё!») — советский художественный четырёхсерийный фильм, снятый на Киевской киностудии имени Александра Довженко Творческим объединением телефильмов по заказу Государственного комитета Совета министров СССР по телевидению и радиовещанию в 1972 году.
Фильм снимали в Крыму — в нём можно видеть пещерный город Эски-Кермен, Ялту, леса ялтинского заповедника и воинские части в Инкермане, возле Севастополя.

## Сюжет
Агент иностранной разведки Мирсаид, попав к советским пограничникам, по приговору суда направляется в колонию строгого режима. Ему удаётся скрыть местонахождения тайника, где хранится план-карта. Вскоре границу успешно переходят новые агенты — Лойнаб и Гулам. Их цель проста: навестить Мирсаида в колонии, узнать местонахождение тайника и взять спрятанную карту. Чекисты предоставляют им пока полную свободу действий.

## В ролях
- Вадим Медведев — Сергей Сергеевич Грибов, генерал-майор КГБ (серии 1-4)
- Александр Пархоменко — Григорий Иванович Кравцов, майор КГБ (серии 1-4) (озвучил актёр Павел Морозенко)
- Ирина Скобцева — Анна Блоу, адвокат, советская разведчица (серии 1-4)
- Ефим Копелян — Джаффар, сотрудник иностранной разведки (серии 1-2)
- Виктор Верхоглядов — Майк, сотрудник ЦРУ (серии 1-2, 4)
- Артём Карапетян — Магомедов, полковник (серии 1, 3-4)
- Александр Быструшкин — Гулам, агент иностранной разведки (серии 2-4)
- Отар Коберидзе — Лойнаб, агент иностранной разведки (серии 2-4)
- Антонина Лефтий — Зульфия Икрамова (серии 2-4)
- Алексей Эйбоженко — Алексей Николаевич Бахтин, майор (серия 3)
- Борис Ставицкий — Ибрагим (серия 4)
- Борис Голдаев — Мирсаид, иностранный шпион (серии 1, 4)
- Гиви Джаджанидзе — Гасанов, иностранный шпион (серия 1)
- Александр Барушной — посол, резидент (серия 1)
- Вячеслав Воронин — Гашим, секретарь посольства, заместитель резидента (серия 1)
- Евгений Шах — прапорщик, пограничник, задержавший Мирсаида (серия 1)
- Лев Окрент — Анвар, сокамерник Мирсаида (серия 1)
- Дмитрий Миргородский — Рахим, помощник Анны Блоу (серии 1, 3)
- Георгий Бабенко — попутчик Мирсаида в поезде (серия 1)
- Николай Олейник — Алексеев, майор (серия 2)
- Иван Переверзев — Иван Фёдорович, тренер Зульфии по мотокроссу (серия 2)
- Котэ Даушвили — знакомый Джаффара на границе (серии 2-3)
- Николай Дупак — подполковник КГБ (серия 4)

## Съёмочная группа
- сценарий — Алексея Нагорного, Гелия Рябова
- режиссёр-постановщик — Григорий Кохан
- главный оператор — Феликс Гилевич
- художники-постановщики: Александр Кудря, Надир Зейналов
- композиторы: Александр Зацепин, Павел Сальников
- текст песен — Леонида Дербенёва

## Музыка
В фильме звучат песни «А любовь одна» в исполнении Софии Ротару (за кадром) и «Мираж» в исполнении Валерия Ободзинского композитора Александра Зацепина на стихи Леонида Дербенёва. Песни были изданы на виниловой пластинке (миньоне) фирмой «Мелодия» в 1973 году (каталожный номер пластинки 33Д-00034231).